# Vlag van oblast Rostov
De vlag van oblast Rostov is in gebruik sinds 28 oktober 1996. Er zijn vier banen op de vlag, een verticale witte baan die langs de broeking loopt en drie gelijke horizontale strepen, van blauw, geel en rood, die naar de vlucht lopen. De witte baan is 1/5 van de lengte van de vlag. Dit ontwerp is afgeleid van een vlag van de republiek Don uit 1918. Op die vlag symboliseerde blauw de Don-Kozakken, geel de Kalmukken en rood de Russen (hoewel geel nu staat voor alle mensen die langs de rivier wonen). De witte baan werd toegevoegd als symbool van eenheid met de Russische Federatie.